# Sarve poolsaar
Sarve poolsaar är en halvö på Dagö i västra Estland. Den ligger i Pühalepa kommun i Hiiumaa (Dagö), 120 km sydväst om huvudstaden Tallinn. Sarvehalvön utgör Dagös östligaste punkt. Sarve heter även byn på halvön. Den omges av havsområdet Moonsund och utanför ligger en rad öar, däribland Saarnaki laid, Kaevatsi laid och Heinlaid. Viken åt väster heter Soonlepa laht.